# Gmina Komarówka Podlaska
Die Gmina Komarówka Podlaska ist eine Landgemeinde im Powiat Radzyński der Woiwodschaft Lublin in Polen. Ihr Sitz ist das gleichnamige Dorf.

## Gliederung
Zur Landgemeinde Komarówka Podlaska gehören folgende 13 Ortschaften mit einem Schulzenamt:
Brzeziny
Brzozowy Kąt
Derewiczna
Kolembrody
Komarówka Podlaska
Przegaliny Duże
Przegaliny Małe
Walinna
Wiski
Woroniec
Wólka Komarowska
Żelizna
Żulinki
Weitere Orte der Gemeinde sind Bagna, Gradowiec, Martynów, Wiski (kolonia) und Żelizna (osada leśna).